# 细梗胡枝子
细梗胡枝子（学名：Lespedeza virgata）为豆科胡枝子属下的一个种。

## 扩展阅读
- 維基物種上的相關：细梗胡枝子